# Giske
Giske és un municipi insular situat al comtat de Møre og Romsdal, Noruega. Té 8.094 habitants (2016) i una superfície de 40.19 km². El centre administratiu és el poble de Valderhaugstrand.
El municipi es compon de quatre illes principals: Giske, que dona nom al municipi a causa de la seva importància històrica, Vigra, on es troba l'aeroport d'Ålesund, Valderøya, on hi ha l'administració municipal, i Godøya. També hi ha moltes illes més petites dintre dels seus límits on hi ha els fars d'Alnes, Erkna i Storholmen.
Les illes principals estan totes connectades a la part continental de Noruega per una xarxa de túnels i ponts. Totes les illes estan connectades amb l'illa Valderøy que és on el principal túnel de Valderøy connecta tot el municipi amb l'illa Ellingsøya al municipi d'Ålesund. Finalment, el túnel d'Ellingsøy connecta l'illa a la ciutat d'Alesund.